# Эстрейхер, Кароль (младший)
Кароль Эстрейхер-младший (пол. Karol Estreicher; 4 марта 1906, Краков, Польша — 29 апреля 1984, там же) — польский библиограф, профессор истории искусств.

## Биография
Родился 4 марта 1906 года в Кракове в семье Станислава Эстрейхера, являлся внуком Кароля Эстрейхера. Продолжил дело своего деда и отца. Был избран директором музей при Ягеллонском университете. Благодаря этой семье Польша получила полномасштабный библиографический свод с периода XV по XIX век.
Скончался 29 апреля 1984 года в Кракове.

## Научные работы
Основные научные работы посвящены библиографоведению. Автор нескольких научных работ.